# Проспект Небесної Сотні
Проспект Небесної Сотні (з 1958 — Аеродромне шосе, з 1979 — Ленінської «Іскри», з 1995 — Маршала Жукова, з 2016 — Небесної Сотні) — проспект у місті Одеса. Починається на перетині вулиць Інглезі та Космонавта Комарова у селищі Таїрова, та закінчується на межі міста (переходить у проспект Полковника Гуляєва села Лиманка). Є однією з найголовніших доріг до Чорноморки, Рибпорту та Чорноморську.

## Історія назви
Приблизно у 1958 році безіменну дорогу було названо Аеродромним шосе, бо починалось воно біля Шкільного аеродрому. Також його неофіційно іменували Чорноморським шосе, бо вело воно до Чорноморки (Люстдорфа). Назва проіснувала до 1979 року, коли вулицю перейменували на проспект Ленінської «Іскри», на честь «Іскри» — газети, редактором якої був Ленін. Тим часом проспект розвивався, він поєднувався з містом транспортом, а трохи пізніше по проспекту пустили тролейбус. Після розпаду СРСР, а саме у 1995 році, проспект було перейменовано на проспект Маршала Жукова на честь Георгія Жукова.
Станом на 2016 рік проспект Маршала Жукова починався в Одесі, далі виходив за межі міста і закінчувався в селі Мізікевича (нині Лиманка) на перетині Старої Люстдорфської дороги і проспекту Свободи.
У 2014 році після Революції гідності по Україні почалась декомунізація, яка зачепила і назву проспекту. У 2016 році частина проспекту в місті Одеса отримала назву проспект Небесної Сотні, проте у 2020 була спроба повернути стару назву, але суд скасував це рішення, бо Жуков підпадає під декомунізацію. Решта проспекту (в селі Лиманка) до 2022 року продовжувала носити назву Маршала Жукова, поки не була перейменована на проспект Полковника Гуляєва в рамках деколонізації.